# 特伦顿 (犹他州)
特伦顿（英語：Trenton）是美国犹他州卡什县下属的一座城鎮。建鎮于1870年，面积大约为7.33平方英里（19平方公里），海拔约为4,462英尺（1,360米）。根据2010年美国人口普查，该鎮有人口464人。